# Psoriasis Area Severity Index
Con Psoriasis Area Severity Index (abbreviato spesso con l'acronimo PASI) ci si riferisce ad un indice dermatologico introdotto alla fine degli anni settanta per monitorare l'efficacia dei trattamenti utilizzati per la cura della psoriasi.
La valutazione di alcuni parametri inerenti estensione desquamazione, eritema, ispessimento e severità delle manifestazioni psorisiache fornisce un punteggio, variabile da 0 (assenza di psoriasi) a 72 (valore massimo, psoriasi grave).

## Storia
L'indice PASI venne introdotto nel 1978 da due medici svedesi, Fredriksson e Pettersson. I due studiosi si stavano dedicando ad un lavoro scientifico con il quale si riproponevano di valutare l'efficacia di un trattamento basato su una molecola che derivava dall'acido retinoico. Il gruppo oggetto di studio era costituito da 27 pazienti sofferenti di una forma cronica e severa di psoriasi generalizzata. Gli studiosi intendevano valutare l'evoluzione nel tempo e l'efficacia del trattamento somministrato, ma non possedevano alcuno strumento efficace. Nacque così l'indice di severità PASI che sarebbe stato presto adottato dalla comunità scientifica ed in particolare dai dermatologi.

## Calcolo del punteggio
Il corpo è suddiviso in 4 aree: 
- Viso e cuoio capelluto (circa il 10% della superficie cutanea)
- Tronco (circa il 36%)
- Arti superiori (circa il 18%)
- Arti inferiori (circa il 36%)

Per ogni area è necessario indicare la percentuale indicativa di area di pelle lesionata. Il dato viene trasformato in un grado variabile da 0 (assenza di lesioni) a 6 (oltre il 90% della zona colpita).

All'interno di ogni area, la gravità dell'interessamento è stimata tramite la valutazione di tre segni clinici: eritema (arrossamento), infiltrazione (spessore) e desquamazione. In questo caso la gravità viene espressa tramite una scala da 0 (assenza di lesioni) a 4 (estremamente grave).

La somma di tutti e tre i parametri viene poi calcolata per ogni area di cute, moltiplicata per il punteggio di quella zona ed il risultato moltiplicato per il "peso" di quella specifica sezione (0,1 per testa, 0,2 per gli arti superiori, 0,3 per il tronco e 0,4 per gli arti inferiori).

## Modifiche
La tecnologia in anni più recenti ha permesso lo sviluppo di procedure automatizzate per una misurazione più riproducibile delle zone interessate da psoriasi.
Attualmente esistono metodi di valutazione in cui l'accuratezza della misurazione è demandata ad apparecchiature computerizzate che eseguono fotografie digitali delle aree interessate.

### Semplificazioni cliniche
L'indice PASI può risultare troppo complicato per essere utilizzato in un contesto diverso dagli studi sperimentali e dai trial clinici, la qual cosa ha portato al tentativo di semplificarne l'utilizzo ed alla nascita del "Simplified Psoriasis Area Severity Index" (SPASI), più tarato per un utilizzo clinico. Sono inoltre nate versioni del PASI che possono essere autosomministrabili quali il "Self-Administered Psoriasis Area and Severity Index" (SAPASI).

### Approcci alternativi
I punteggi più alti di PASI indicano che ci si trova di fronte ad una psoriasi più grave. Tuttavia è difficile per i pazienti od i loro medici descrivere adeguatamente la gravità clinica della psoriasi rifacendosi ad un semplice numero PASI. Per tale motivo sono stati fatti dei tentativi di risolvere questo problema affiancando al PASI altri sistemi di valutazione quali lo "Psoriasis Global Assessment" (PGA) ed il "Lattice System Physician's Global Assessment" (LS-PGA).